# Catholic Discipline
Catholic Discipline – amerykański zespół punkrockowy z Los Angeles.

## Historia
Powstał w 1979 założony przez wokalistę Claude Bessy’ego, który przybył parę lat wcześniej do USA z Francji. Składu dopełnili Craig Lee (z zespołu Alice Bag Band), Rick Jaffe (z BPeople) i Robert Lopez. Zespół zagrał całą serię koncertów w Los Angeles i jego okolicach. W 1980 pojawili się dokumentalnym filmie Penelope Spheeris The Decline of Western Civilization, w którym wykonali dwie piosenki: "Barbee Doll Lust" i "Underground Babylon". Bessy pracował też jako dziennikarz i recenzent dla fanzina Slash związanego z wydawnictwem Slash Records. Kiedy Slash Records wstrzymało wydawanie pisma (lato 1980), Bessy rozwiązał zespół i razem z żoną Philomeną Winstanley wyjechał do Wielkiej Brytanii, gdzie pracował w Londynie dla "Rough Trade Records" przez kilka lat. Zmarł na nowotwór płuc 2 października 1999 roku w wieku 54 lat.
Catholic Discipline nigdy formalnie nie nagrali płyty. Jedynym oficjalnym śladem ich istnienia była ścieżka dźwiękowa z filmu The Decline of Western Civilization, która została wydana nakładem firmy Slash Records w 1981 roku. Dopiero po przeszło dwudziestu latach firma Artifix Records wydała nagrania zespołu dokonane na koncertach w Los Angeles w latach 1979–1980.

## Muzycy
- Claude Bessy – śpiew
- Phranc – gitara
- Rick Brodey – gitara basowa
- Craig Lee – perkusja
- Richard Meade – syntezator
- Robert Lopez – syntezator

## Dyskografia

### Abumy
- Underground Babylon (2004)

### Kompilacje różnych wykonawców
- The Decline of Western Civilization Soundtrack (1981) – utwór: "Underground Babylon"